# 约瑟夫·格鲁
约瑟夫·克拉克·格鲁（英語：Joseph Clark Grew；1880年5月27日—1965年5月25日），美国外交官，日本问题专家，曾先后出任过驻外大使和副国务卿。

## 生平
1880年，出生于马萨诸塞州波士顿。
1902年，毕业于哈佛大学毕业。
1904年，任职外交部。
1918年，参加巴黎和会的美国代表团秘书长。
1920年，任驻丹麦公使。
1921年，任驻瑞典公使。
1927年，任驻土耳其大使。
1932年，任美国驻日大使
1941年，珍珠港事变爆发，遭到扣押。
1942年，被遣送回国。
1944年，任美国副国务卿。
1945年，退休。
1965年，去世。

## 作品
- 《Sport and Travel in the Far East,》（1910年）
- 《Report From Tokyo》（1942年）
- 《Ten Years in Japan》（1944年）
- 《Turbulent Era, Volume I,》（1952年）
- 《urbulent Era, Volume II,》（1952年）